# Markus Karlsson (calciatore 2004)
Markus Carl Olof Karlsson (Stoccolma, 20 gennaio 2004) è un calciatore svedese, difensore dell'Hammarby.

## Carriera

### Club
Karlsson è cresciuto nel settore giovanile dell'Hammarby, con cui ha debuttato il 25 febbraio 2023 nell'incontro di Svenska Cupen vinto 3-0 contro il Norrby. Il 25 maggio seguente ha debuttato anche in Allsvenskan nell'incontro pareggiato 2-2 contro il Degerfors dove ha segnato trovato la sua prima rete.

### Nazionale
Ha giocato nelle nazionali giovanili svedesi Under-17 ed Under-19.

## Statistiche

### Presenze e reti nei club
Statistiche aggiornate al 15 maggio 2024.
| Stagione        | Squadra         | Campionato      | Campionato | Campionato | Coppe nazionali | Coppe nazionali | Coppe nazionali | Coppe continentali | Coppe continentali | Coppe continentali | Altre coppe | Altre coppe | Altre coppe | Totale | Totale | Totale |
| Stagione        | Squadra         | Comp            | Pres       | Reti       | Comp            | Pres            | Reti            | Comp               | Pres               | Reti               | Comp        | Pres        | Reti        | Pres   | Reti   |        |
| --------------- | --------------- | --------------- | ---------- | ---------- | --------------- | --------------- | --------------- | ------------------ | ------------------ | ------------------ | ----------- | ----------- | ----------- | ------ | ------ | ------ |
| 2022            | Hammarby TFF    | D1              | 19         | 0          |                 | -               | -               |                    | -                  | -                  |             | -           | -           | 19     | 0      |        |
| 2023            | Hammarby TFF    | D1              | 6          | 0          |                 | -               | -               |                    | -                  | -                  |             | -           | -           | 6      | 0      |        |
| 2023            | Hammarby        | A               | 19         | 1          | CS+CS           | 2+0             | 0               |                    | -                  | -                  |             | -           | -           | 21     | 1      |        |
| 2024            | Hammarby        | A               | 10         | 0          | CS+CS           | 3+0             | 0               |                    | -                  | -                  |             | -           | -           | 13     | 0      |        |
| Totale carriera | Totale carriera | Totale carriera | 54         | 1          |                 | 5               | 0               |                    | -                  | -                  |             | -           | -           | 59     | 1      |        |